# American Le Mans Series 2010
Navigation
Édition précédente Édition suivante
L'American Le Mans Series 2010 est la douzième saison de ce championnat.

## Calendrier
La saison 2010 comprend neuf courses et délaisse Grand Prix de Saint-Petersbourg. Laguna Seca n'est plus en fin de saison, mais en mai et passe de quatre à six heures, Petit Le Mans conclut la saison.
La course Petit Le Mans compte aussi pour l'Intercontinental Le Mans Cup qui débute avec trois courses en 2010.
| Manche | Course                            | Durée                   | Circuit      | Date       |
| ------ | --------------------------------- | ----------------------- | ------------ | ---------- |
| 1      | 12 Heures de Sebring              | 12 heures               | Sebring      | 20 mars    |
| 2      | Grand Prix de Long Beach          | 1 heure et 40 minutes   | Long Beach   | 17 avril   |
| 3      | Monterey Sports Car Championships | 6 heures                | Laguna Seca  | 22 mai     |
| 4      | Utah Grand Prix                   | 2 heures et 45 minutes  | Miller       | 10 juillet |
| 5      | Northeast Grand Prix              | 2 heures et 45 minutes  | Lime Rock    | 24 juillet |
| 6      | Mid-Ohio Sports Car Challenge     | 2 heures et 45 minutes  | Mid-Ohio     | 7 août     |
| 7      | Road America 500                  | 2 heures et 45 minutes  | Road America | 22 août    |
| 8      | Grand Prix de Mosport             | 2 heures et 45 minutes  | Mosport      | 29 août    |
| 9      | Petit Le Mans                     | 1000 miles ou 10 heures | Road Atlanta | 2 octobre  |

## Résultats
Les vainqueurs du classement général de chaque manche sont inscrits en caractères gras.
| Manche | Circuit             | Équipe victorieuse LMP1                        | Équipe victorieuse LMP2                        | Équipe victorieuse LMPC                      | Équipe victorieuse GT                       | Équipe victorieuse GTC                               | Résultats |
| Manche | Circuit             | Pilotes victorieux LMP1                        | Pilotes victorieux LMP2                        | Pilotes victorieux LMPC                      | Pilotes victorieux GT                       | Pilotes victorieux GTC                               | Résultats |
| ------ | ------------------- | ---------------------------------------------- | ---------------------------------------------- | -------------------------------------------- | ------------------------------------------- | ---------------------------------------------------- | --------- |
| 1      | Sebring (résultats) | N°07 Team Peugeot Total                        | N°6 Muscle Milk Team Cytosport                 | N°55 Level 5 Motorsports                     | N°62 Risi Competizione                      | N°81 Alex Job Racing                                 | Résultats |
| 1      | Sebring (résultats) | Alexander Wurz Marc Gené Anthony Davidson      | Greg Pickett Klaus Graf Sascha Maassen         | Scott Tucker Christophe Bouchut Mark Wilkins | Jaime Melo Gianmaria Bruni Pierre Kaffer    | Juan González Butch Leitzinger Leh Keen              | Résultats |
| 2      | Long Beach          | N°1 Patrón Highcroft Racing                    | N°1 Patrón Highcroft Racing                    | N°99 Green Earth Team Gunnar                 | N°45 Flying Lizard Motorsports              | N°81 Alex Job Racing                                 | Résultats |
| 2      | Long Beach          | David Brabham Simon Pagenaud                   | David Brabham Simon Pagenaud                   | Gunnar Jeannette Elton Julian                | Patrick Long Jörg Bergmeister               | Butch Leitzinger Juan González                       | Résultats |
| 3      | Laguna Seca         | N°1 Patrón Highcroft Racing                    | N°1 Patrón Highcroft Racing                    | N°55 Level 5 Motorsports                     | N°45 Flying Lizard Motorsports              | N°54 Black Swan Racing                               | Résultats |
| 3      | Laguna Seca         | David Brabham Simon Pagenaud Marino Franchitti | David Brabham Simon Pagenaud Marino Franchitti | Scott Tucker Christophe Bouchut Mark Wilkins | Patrick Long Jörg Bergmeister               | Tim Pappas Jeroen Bleekemolen Sebastiaan Bleekemolen | Résultats |
| 4      | Miller              | N°1 Patrón Highcroft Racing                    | N°1 Patrón Highcroft Racing                    | N°55 Level 5 Motorsports                     | N°62 Risi Competizione                      | N°54 Black Swan Racing                               | Résultats |
| 4      | Miller              | David Brabham Simon Pagenaud                   | David Brabham Simon Pagenaud                   | Scott Tucker Christophe Bouchut              | Jaime Melo Gianmaria Bruni                  | Tim Pappas Jeroen Bleekemolen                        | Résultats |
| 5      | Lime Rock           | N°6 Muscle Milk Team Cytosport                 | N°6 Muscle Milk Team Cytosport                 | N°99 Green Earth Team Gunnar                 | N°45 Flying Lizard Motorsports              | N°63 The Racer's Group                               | Résultats |
| 5      | Lime Rock           | Klaus Graf Greg Pickett                        | Klaus Graf Greg Pickett                        | Gunnar Jeannette Elton Julian                | Patrick Long Jörg Bergmeister               | Andy Lally Henri Richard                             | Résultats |
| 6      | Mid-Ohio            | N°16 Dyson Racing Team                         | N°16 Dyson Racing Team                         | N°55 Level 5 Motorsports                     | N°62 Risi Competizione                      | N°54 Black Swan Racing                               | Résultats |
| 6      | Mid-Ohio            | Chris Dyson Guy Smith                          | Chris Dyson Guy Smith                          | Scott Tucker Christophe Bouchut              | Jaime Melo Gianmaria Bruni                  | Tim Pappas Jeroen Bleekemolen                        | Résultats |
| 7      | Road America        | N°8 Drayson Racing                             | N°8 Drayson Racing                             | N°99 Green Earth Team Gunnar                 | N°90 BMW Rahal Letterman Racing             | N°54 Black Swan Racing                               | Résultats |
| 7      | Road America        | Paul Drayson Jonny Cocker                      | Paul Drayson Jonny Cocker                      | Gunnar Jeannette Elton Julian                | Dirk Müller Joey Hand                       | Tim Pappas Jeroen Bleekemolen                        | Résultats |
| 8      | Mosport             | N°6 Muscle Milk Team Cytosport                 | N°6 Muscle Milk Team Cytosport                 | N°99 Green Earth Team Gunnar                 | N°45 Flying Lizard Motorsports              | N°88 Velox Motorsports                               | Résultats |
| 8      | Mosport             | Klaus Graf Romain Dumas                        | Klaus Graf Romain Dumas                        | Gunnar Jeannette Elton Julian                | Patrick Long Jörg Bergmeister               | Shane Lewis Lawson Aschenbach                        | Résultats |
| 9      | Road Atlanta        | N°08 Team Peugeot Total                        | N°1 Patrón Highcroft Racing                    | N°95 Level 5 Motorsports                     | N°4 Corvette Racing                         | N°63 The Racer's Group                               | Résultats |
| 9      | Road Atlanta        | Stéphane Sarrazin Franck Montagny Pedro Lamy   | David Brabham Simon Pagenaud Marino Franchitti | Scott Tucker Marco Werner Burt Frisselle     | Oliver Gavin Jan Magnussen Emmanuel Collard | Andy Lally Henri Richard Duncan Ende                 | Résultats |

## Classement écuries
Pour les courses de moins de 3 heures, les points sont accordés selon le barème suivant :
- 20-16-13-10-8-6-4-3-2-1

Pour les courses d'une durée de 4 à 8 heures, les points sont accordés selon le barème suivant :
- 25-21-18-15-13-11-9-8-7-6

Pour les courses de plus de 8 heures, les points sont accordés selon le barème suivant :
- 30-26-23-20-18-16-14-13-12-11

Les voitures qui ont parcouru moins de 70 % de la distance du vainqueur ne marquent pas de points, exception faite du Challenge ALMS où les voitures doivent parcourir au moins 50 % de la distance.
Les écuries qui engagent plusieurs voitures n'inscrivent que les points de leur voiture la mieux classée.

### Classement LMP
Ce classement regroupe les deux catégories LMP1 et LMP2.
| Pos. | Écurie                     | Catégorie | Châssis               | Moteur                              | 1  | 2  | 3  | 4  | 5  | 6  | 7  | 8  | 9  | Total |
| ---- | -------------------------- | --------- | --------------------- | ----------------------------------- | -- | -- | -- | -- | -- | -- | -- | -- | -- | ----- |
| 1    | Patrón Highcroft Racing    | LMP2      | HPD ARX-01c           | HPD AL7R 3.4L V8                    | 26 | 20 | 25 | 20 | 16 | 16 | 13 | 16 | 30 | 182   |
| 2    | Muscle Milk Team Cytosport | LMP2      | Porsche RS Spyder Evo | Porsche MR6 3.4L V8                 | 30 | 16 | 21 | 13 | 20 | -- | 16 | 20 | 26 | 162   |
| 3    | Drayson Racing             | LMP1      | Lola B09/60           | Judd GV5.5 S2 5.5L V10              | 30 | 8  |    | 16 | 0  | 0  | 20 | 10 | 26 | 110   |
| 4    | Dyson Racing Team          | LMP2      | Lola B09/86           | Mazda MZR-R 2.0L Turbo I4 (Butanol) | 23 | 13 | 18 | 6  | 0  | 20 | 10 | 8  | 0  | 98    |
| 5    | Autocon Motorsports        | LMP1      | Lola B06/10           | AER P32T 4.0L Turbo V8              |    | 10 | 15 | 8  | 0  | 13 | 8  | 13 | 0  | 67    |
| 6    | Intersport Racing          | LMP1      | Lola B06/10           | AER P32T 4.0L Turbo V8              |    | 6  |    | 10 | 13 | 10 | 0  | 0  | 30 | 69    |

### Classement LMPC
Cette formule unique utilise des Formule Le Mans.
| Pos. | Écurie                    | 1  | 2  | 3  | 4  | 5  | 6  | 7  | 8  | 9  | Total |
| ---- | ------------------------- | -- | -- | -- | -- | -- | -- | -- | -- | -- | ----- |
| 1    | Level 5 Motorsports       | 30 | 16 | 25 | 20 | 13 | 20 | 13 | 16 | 30 | 183   |
| 2    | Green Earth Team Gunnar   | 26 | 20 | 18 | 16 | 20 | 13 | 20 | 20 | 16 | 169   |
| 3    | Genoa Racing              | 23 | 13 | 21 |    | 10 | 6  | 0  | 13 | 18 | 104   |
| 4    | Intersport Racing         | 18 | 10 | 15 | 0  | 0  | 10 | 10 | 6  | 26 | 95    |
| 5    | PR1/Mathiasen Motorsports |    | 0  | 0  | 13 | 16 | 16 | 16 | 8  | 23 | 92    |
| 6    | Performance Tech          | 20 | 8  | -- | -- | -- | -- | -- | -- | -- | 28    |

### Classement GT
| Pos. | Écurie                     | Châssis                   | Moteur              | 1  | 2  | 3  | 4  | 5  | 6  | 7  | 8  | 9  | Total |
| ---- | -------------------------- | ------------------------- | ------------------- | -- | -- | -- | -- | -- | -- | -- | -- | -- | ----- |
| 1    | BMW Rahal Letterman Racing | BMW M3 GT2 (E92)          | BMW 4.0L V8         | 26 | 13 | 21 | 16 | 16 | 13 | 20 | 13 | 20 | 158   |
| 2    | Flying Lizard Motorsports  | Porsche 911 GT3 RSR (997) | Porsche 4.0L Flat-6 | 20 | 20 | 25 | 8  | 20 | 10 | 16 | 20 | 18 | 157   |
| 3    | Risi Competizione          | Ferrari F430 GTC          | Ferrari 4.0L V8     | 30 | 10 | 15 | 20 | 10 | 20 | 6  | 16 | 23 | 150   |
| 4    | Corvette Racing            | Chevrolet Corvette C6.R   | Chevrolet 5.5L V8   | 13 | 16 | 18 | 13 | 8  | 16 | 13 | 10 | 30 | 137   |
| 5    | Extreme Speed Motorsports  | Ferrari F430 GTC          | Ferrari 4.0L V8     | 16 | 4  | 13 | 4  | 6  | 8  | 8  | 6  | 26 | 91    |
| 6    | Team Falken Tire           | Porsche 911 GT3 RSR (997) | Porsche 4.0L Flat-6 | 0  | 6  | 9  | 2  | 3  | 3  | 1  | 4  | 12 | 40    |
| 7    | Robertson Racing           | Ford GT-R Mk. VII         | Ford 5.0L V8        | 11 | 1  | 6  |    |    |    |    | 0  | 0  | 18    |
| 8    | Jaguar RSR                 | Jaguar XKR GT2            | Jaguar 4.2L V8      |    |    |    |    | 2  | 2  |    | 1  | 0  | 5     |

### Classement GTC
Cette formule unique utilise des Porsche 997 GT3 Cup.
| Pos. | Écurie            | 1  | 2  | 3  | 4  | 5  | 6  | 7  | 8  | 9  | Total |
| ---- | ----------------- | -- | -- | -- | -- | -- | -- | -- | -- | -- | ----- |
| 1    | Black Swan Racing |    | 3  | 25 | 20 | 16 | 20 | 20 | 16 | 26 | 146   |
| 2    | Alex Job Racing   | 30 | 20 | 18 | 3  | 6  | 13 | 10 | 13 | 16 | 129   |
| 3    | Velox Motorsports | 18 | 10 | 11 | 10 | 13 | 8  | 13 | 20 | 23 | 126   |
| 4    | TRG               | 16 | 2  | 21 | 16 | 20 | 6  | 8  | 0  | 30 | 119   |
| 5    | WERKS II Racing   | 20 | 6  | 8  | 13 |    | -- | 16 | -- | 18 | 81    |
| 6    | GMG Racing        | 14 | 16 | 0  | 4  | 10 | 16 |    | -- | -- | 60    |
| 7    | Orbit Racing      |    | 8  | 13 | 8  | 8  | 10 |    | 10 | -- | 57    |
| 8    | 911 Design        |    | 0  | 7  | 6  |    | 4  | 6  | -- | 20 | 43    |

## Classement pilotes
Ces classements ne reprennent que les cinq premiers pilotes.

### Classement LMP
| Pos. | Pilote         | Écurie                     | 1  | 2  | 3  | 4  | 5  | 6  | 7  | 8  | 9  | Total |
| ---- | -------------- | -------------------------- | -- | -- | -- | -- | -- | -- | -- | -- | -- | ----- |
| 1    | David Brabham  | Patrón Highcroft Racing    | 26 | 20 | 25 | 20 | 16 | 16 | 13 | 16 | 30 | 182   |
| 1    | Simon Pagenaud | Patrón Highcroft Racing    | 26 | 20 | 25 | 20 | 16 | 16 | 13 | 16 | 30 | 182   |
| 3    | Klaus Graf     | Muscle Milk Team Cytosport | 30 | 16 | 21 | 13 | 20 |    | 16 | 20 | 26 | 162   |
| 4    | Jonny Cocker   | Drayson Racing             | 30 | 8  | 0  | 16 | 0  | 0  | 20 | 10 | 26 | 110   |
| 5    | Chris Dyson    | Dyson Racing Team          | 23 | 13 | 18 | 6  | 0  | 20 | 10 | 8  | 0  | 98    |

### Classement LMPC
| Pos. | Pilote             | Écurie                                          | 1  | 2  | 3  | 4  | 5  | 6  | 7  | 8  | 9  | Total |
| ---- | ------------------ | ----------------------------------------------- | -- | -- | -- | -- | -- | -- | -- | -- | -- | ----- |
| 1    | Scott Tucker       | Level 5 Motorsports                             | 30 | 16 | 25 | 20 | 13 | 20 | 13 | 16 | 30 | 183   |
| 2    | Gunnar Jeannette   | Green Earth Team Gunnar                         | 26 | 20 | 18 | 16 | 20 | 13 | 20 | 20 | 16 | 169   |
| 3    | Elton Julian       | Green Earth Team Gunnar                         | 26 | 20 | 18 |    | 20 | 13 | 20 | 20 | 16 | 153   |
| 4    | Christophe Bouchut | Level 5 Motorsports                             | 30 | 16 | 25 | 20 | 0  | 20 |    | 16 | 20 | 147   |
| 5    | Kyle Marcelli      | Performance Tech Genoa Racing Intersport Racing | 20 | 8  | 21 | 0  | 0  | 10 | 10 | 6  | 26 | 101   |

### Classement GT
| Pos. | Pilote           | Écurie                     | 1  | 2  | 3  | 4  | 5  | 6  | 7  | 8  | 9  | Total |
| ---- | ---------------- | -------------------------- | -- | -- | -- | -- | -- | -- | -- | -- | -- | ----- |
| 1    | Jörg Bergmeister | Flying Lizard Motorsports  | 20 | 20 | 25 | 8  | 20 | 10 | 16 | 20 | 18 | 157   |
| 1    | Patrick Long     | Flying Lizard Motorsports  | 20 | 20 | 25 | 8  | 20 | 10 | 16 | 20 | 18 | 157   |
| 3    | Gianmaria Bruni  | Risi Competizione          | 30 | 10 | 15 | 20 |    | 20 | 6  | 16 | 23 | 140   |
| 4    | Bill Auberlen    | BMW Rahal Letterman Racing | 26 | 13 | 8  | 16 | 16 | 13 |    | 13 | 20 | 125   |
| 4    | Tom Milner Jr.   | BMW Rahal Letterman Racing | 26 | 13 | 8  | 16 | 16 | 13 |    | 13 | 20 | 125   |

### Classement GTC
| Pos. | Pilote             | Écurie            | 1  | 2  | 3  | 4  | 5  | 6  | 7  | 8  | 9  | Total |
| ---- | ------------------ | ----------------- | -- | -- | -- | -- | -- | -- | -- | -- | -- | ----- |
| 1    | Tim Pappas         | Black Swan Racing |    | 3  | 25 | 20 | 16 | 20 | 20 | 16 | 26 | 146   |
| 1    | Jeroen Bleekemolen | Black Swan Racing |    | 3  | 25 | 20 | 16 | 20 | 20 | 16 | 26 | 146   |
| 3    | Shane Lewis        | Velox Racing      | 18 | 10 | 11 | 10 | 13 | 8  | 13 | 20 | 23 | 126   |
| 4    | Andy Lally         | TRG               | 16 | 2  | 21 | 16 | 20 |    | 8  | 0  | 30 | 113   |
| 5    | Henri Richard      | TRG               | 16 | 2  | 21 | 16 | 20 | 6  |    | 0  | 30 | 111   |